# Iberia Express
Iberia Express è una compagnia aerea a basso costo spagnola, facente capo ad Iberia, di proprietà dell'International Airlines Group S.A. (IAG S.A.). La sua sede è a Madrid.

## Storia
Fondata il 6 ottobre 2011, ha iniziato le operazioni dal 25 marzo 2012 La compagnia è stata istituita da Iberia per operare sulle tratte meno redditizie, in modo da generare utili grazie ai costi operativi più contenuti rispetto all'aerolinea principale. Per questa ragione, effettua tutti i suoi voli dall'Aeroporto di Madrid-Barajas, per favorire i transiti all'aeroporto madrileno con i voli intercontinentali di lungo raggio.
Dall'inizio delle operazioni, la flotta di Iberia Express è composta esclusivamente da aerei della famiglia Airbus A320, trasferiti di seconda mano dalla compagnia madre, ad eccezione degli A321neo ricevuti nuovi dal 2018.

## Destinazioni
Ad aprile 2023, Iberia Express vola verso oltre 40 aeroporti in Europa, dall'hub di Madrid.

### Alleanze
Dalla sua fondazione, Iberia Express è un membro affiliato di Oneworld.

## Flotta

### Flotta attuale

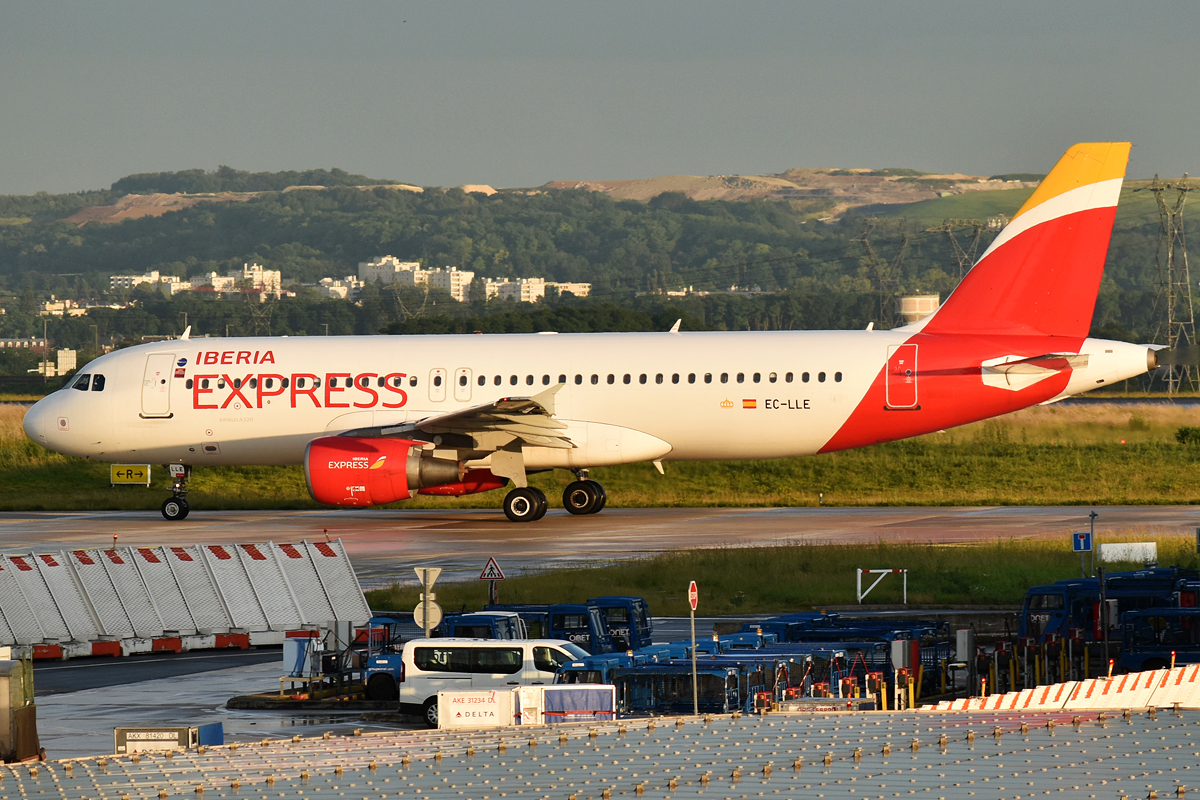
Un Airbus A320-200.

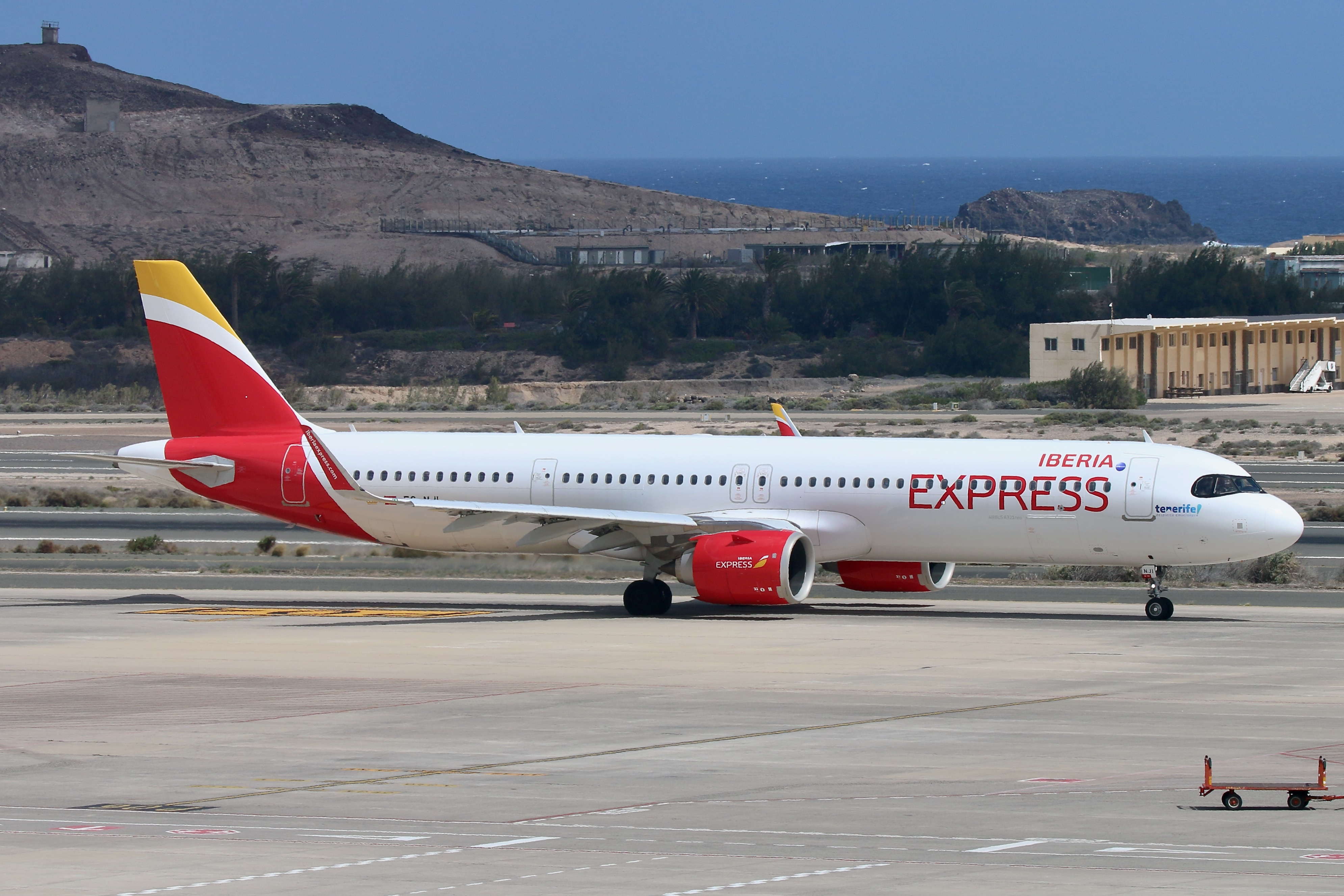
Un Airbus A321neo.

Ad agosto 2024, la flotta di Iberia Express è composta dai seguenti aerei:

### Flotta storica
Nel corso dagli anni, Iberia Express ha operato con i seguenti aeromobili: